# Hoa tuyết điểm
Chi Galanthus hay có tên thông thường là hoa tuyết hay hoa tuyết điểm (tiếng Pháp: perce-neige), còn gọi là hoa giọt tuyết, hoa xuyên tuyết (tiếng Anh là Snowdrop, trong tiếng Hy Lạp gála có nghĩa là "sữa", ánthos có nghĩa là "hoa"). Đây là một chi nhỏ bao gồm khoảng 20 loài thuộc dạng cây thân thảo, có hành củ, trong họ Amaryllidaceae, phân họ Amaryllidoideae. Hầu hết các cây trong loài hoa nhỏ này có màu trắng và hương thơm, nở hoa vào mùa đông, thường trước Xuân phân (20 hay 21 Tháng Ba ở Bắc Bán cầu), tuy nhiên cũng có một số loài nở hoa vào đầu mùa xuân hay cuối mùa thu. Sinh thành trong mùa băng tuyết đang sắp sửa tan và là một trong các dấu hiệu báo xuân về, hoa xuyên tuyết ở phương Tây là biểu tượng của niềm an ủi và hy vọng.
Hoa tuyết điểm thường dễ bị nhầm lẫn với một loài hoa cùng họ hàng là hoa chuông (hoa linh lang hay snowflakes), loài hoa này là Leucojum hay loài họ hàng xa hơn Acis.

## Hình thái thực vật

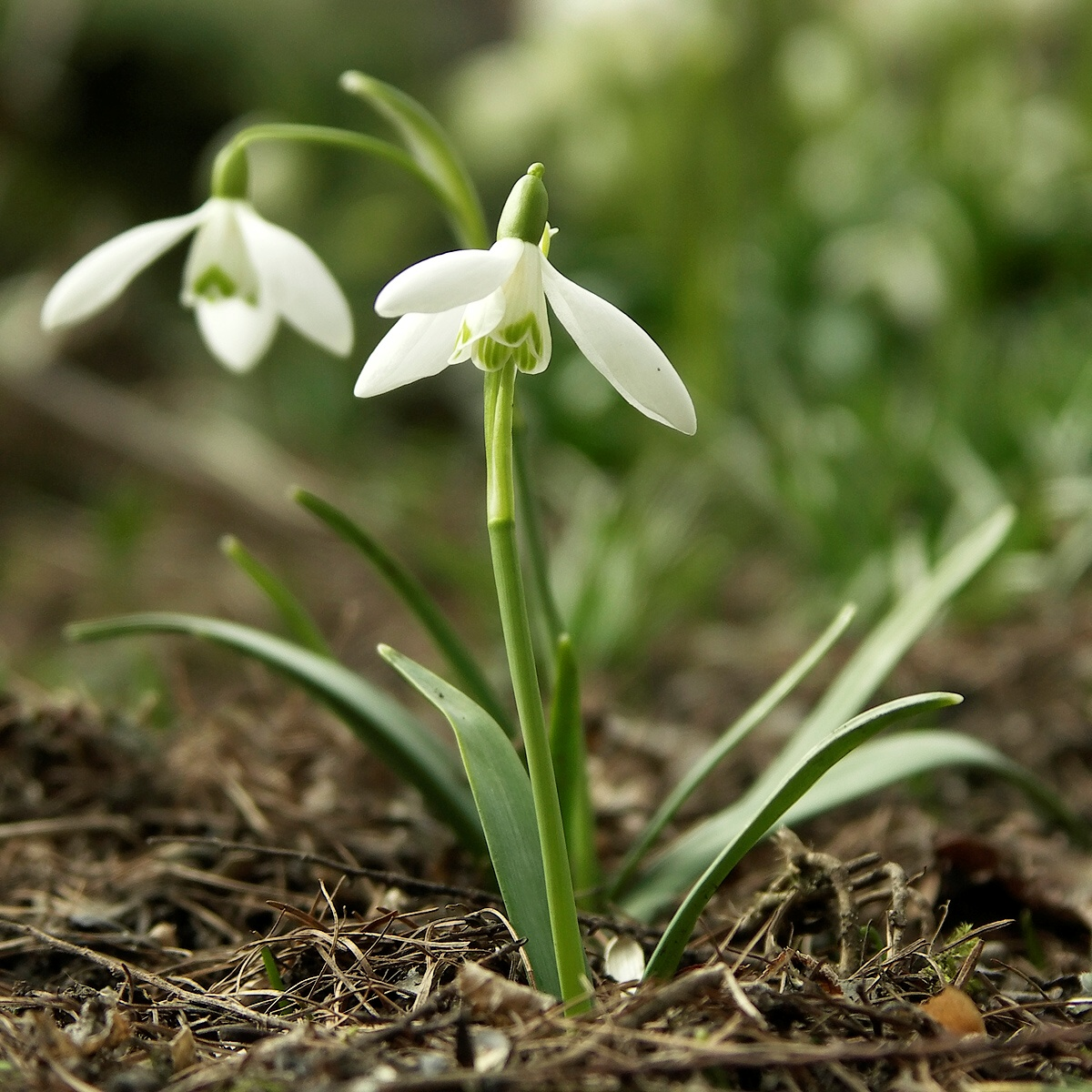
Hoa tuyết

Tất cả các loài của chi Galanthus đều là cạy thân thảo lâu năm, phát triển từ thân hành. Từ mỗi thân hành sẽ mọc ra từ hai đến ba lá mọc dọc theo thân. Trên đĩnh của các cành mọc trực tiếp từ thân hành là các cành mang hoa, hoa mọc đơn độc, có màu trắng rủ xuống hình chuông. Hoa không có lá đài, nó bao gồm sáu tràng hoa, bên ngoài lớn hơn và lồi hơn so với các tràng xếp bên trong. Sáu bao phấn mở lỗ hay khe hở ngắn. Bầu nhuỵ xẻ ba, chia thành ba nang bào. Mỗi hạt màu trắng có một cái đuôi nhỏ, nhiều thịt (elaiosome) có chứa các chất hấp dẫn kiến phân phối hạt. Các lá héo sau một vài tuần sau khi hoa đã rụng.

## Các loài hoa tuyết
Tính đến  tháng 2 năm 2012, Hiệp hội World Checklist of Selected Plant Families đã công nhận 19 loài mới. Loài thứ 20, Galanthus panjutinii (hoa tuyết Panjutin's), được công nhận vào năm 2012. Người ta đã phát hiện ra thêm năm địa điểm (với tổng điện tích 20km2) ở Bắc Colchis (phía Tây Transcaucasus) của Georgia và Russia, đây là lìa được xếp và cấp Endangered (có nguy cơ tuyệt chủng). Một trong 5 địa điểm trên, Sochi, đã bị phá huỷ để tổ chức Thế vận hội Olympics mùa Đông 2014.
- Galanthus alpinus Sosn.
- Galanthus angustifolius Koss
- Galanthus cilicicus Baker
- Galanthus elwesii Hook.f.
- Galanthus fosteri Baker
- Galanthus gracilis Celak.
- Galanthus ikariae Baker
- Galanthus koenenianus Lobin
- Galanthus krasnovii Khokhr.
- Galanthus lagodechianus Kem.-Nath.
- Galanthus nivalis L.

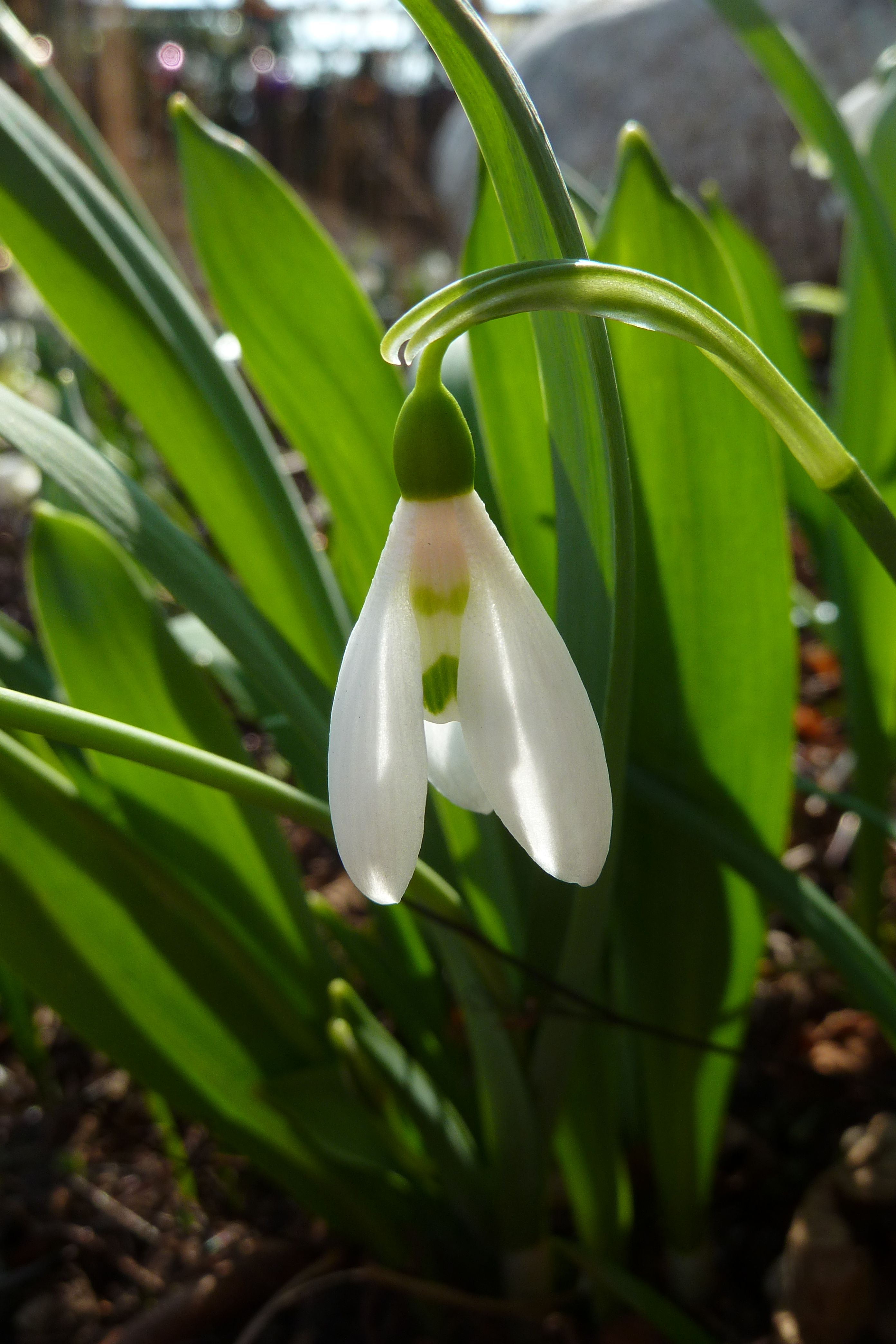
Galanthus elwesii

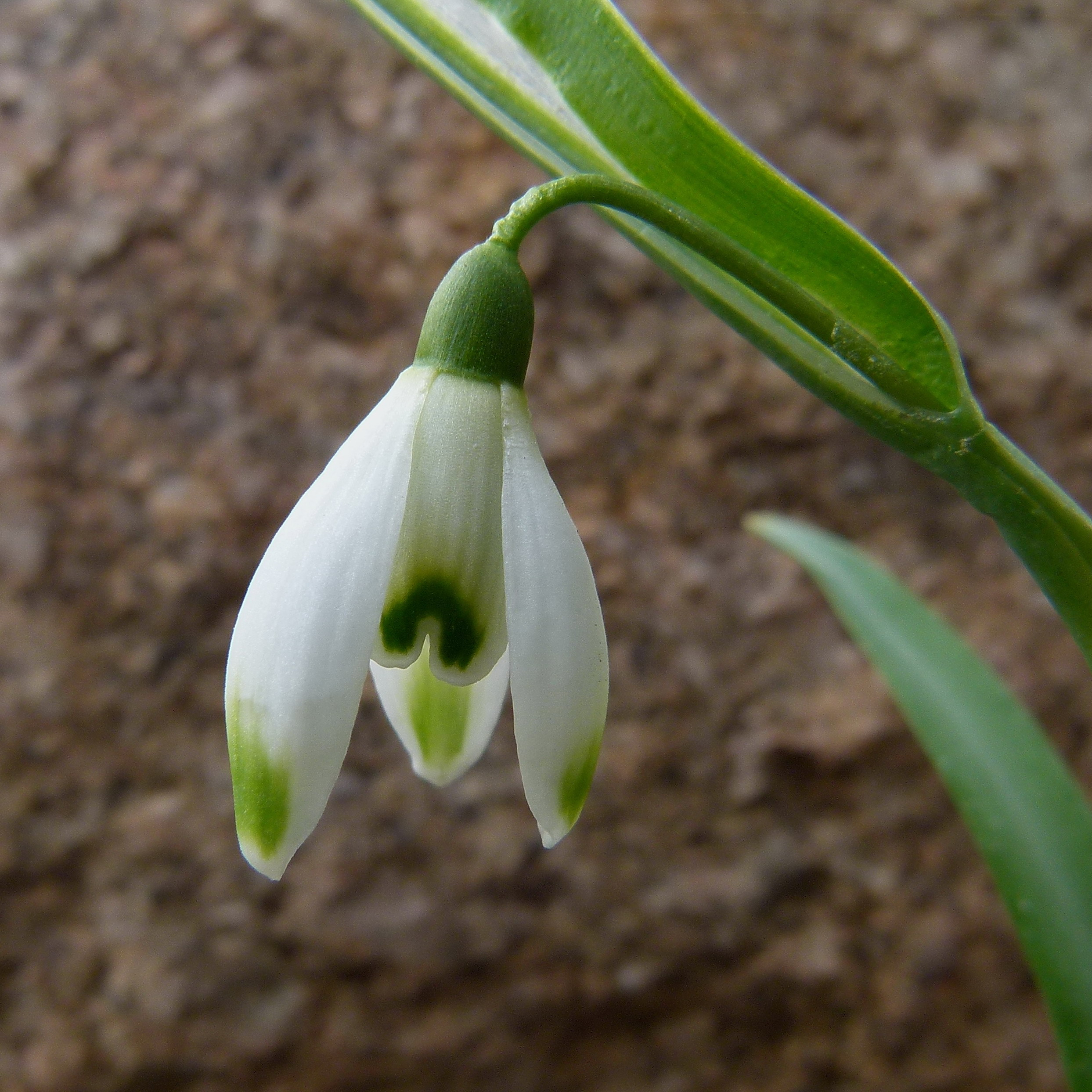
Hoa tuyết 'Viridi-Apice'

- Galanthus panjutinii Zubov & A.P.Davis
- Galanthus peshmenii A.P.Davis & C.D.Brickell
- Galanthus platyphyllus Traub & Moldenke
- Galanthus plicatus M.Bieb.
- Galanthus reginae-olgae Orph.
- Galanthus rizehensis Stern
- Galanthus transcaucasicus Fomin
- Galanthus trojanus A.P.Davis & Özhatay
- Galanthus woronowii Losinsk.

Các loài phổ biến bao gồm:
- Hoa tuyết, Galanthus nivalis, cao khoảng 7–15 cm, nở hoa vào khoảng tháng Giêng tới tháng Tư với nhiệt độ của phương Bắc (kéo dài tời tháng Năm khi ở ngoài tự nhiên).[6]
- Hoa tuyết Crimean, Galanthus plicatus, cao khoảng 30 cm, nở hoa từ tháng Giêng tới tháng Ba, hoa trắng, với các lá toa gập lại ở cạnh.
- Hoa tuyết Giant, Galanthus elwesii, chỉ phù hợp thổ nhưỡng vùng Levant, cao khoảng 23 cm, nở hoa vào tháng Giêng và tháng Hai, hoa to, bên trong các hạt thường có các đốm màu xanh, khác với các loại thông thường.
- Loài Galanthus reginae-olgae, đến từ Hy Lạp và Sicilia, loài này có nhiều nét tương đồng với loài G. nivalis, nhưng hoa nở vào mùa Thu trước khi lá xuất hiện. Lá mọc vào mùa xuân thường có các đường kẻ trắng dọc lá ở mặt trên.
  - Với phụ loài vernalis, từ Sicilia, Bắc Hy Lạp và Nam Yugoslavia, chỉ nở hoa khi mùa Đông kết thúc và mọc lá non, nó dễ bị nhấm lẫn với loài G. nivalis.

## Biểu tượng văn hóa

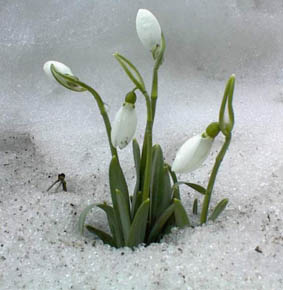
Hoa xuyên tuyết

Các thổ dân vùng thảo nguyên thuộc thượng lưu sông Mississippi coi hoa xuyên tuyết là biểu tượng của lòng dũng cảm, sự bền bỉ và chịu đựng, lòng trung kiên sắt đá.
Tại Việt Nam, nhân vật bất đồng chính kiến người Việt, đại tá Quân đội Nhân dân Việt Nam Bùi Tín, đã dựa trên cảm hứng về loài hoa xuyên tuyết để sáng tác nên tác phẩm mà về sau nó đã trở thành nổi tiếng tại hải ngoại, tác phẩm Hoa xuyên tuyết. Theo lời của tác giả, những dòng chữ đầu tiên của tác phẩm khởi đầu trong ngày đầu xuân Tân Mùi 1991 ở Paris, khi những lớp tuyết dày mùa đông tan dần và vô vàn đóa hoa bật dậy từ những hạt mầm im dưới băng giá. Và từ đó hình ảnh của hoa xuyên tuyết cổ vũ tác giả suốt cuộc hành trình đi ngược dòng cuộc đời, cũng là đi ngược một phần nào cuộc hành trình của đất nước, để nhớ lại và suy ngẫm.

## Sách tham khảo
- Matt Bishop, Aaron Davis, John Grimshaw (2002). Snowdrops: a Monograph of Cultivated Galanthus. Griffin Press. ISBN 0-9541916-0-9.{{Chú thích sách}}:  Quản lý CS1: nhiều tên: danh sách tác giả (liên kết)
- Aaron Davis (1999). The genus Galanthus. A Botanical Magazine monograph. Portland, Oregon: Timber Press. ISBN 0-88192-431-8.

- F. C. Stern (1956). Snowdrops and Snowflakes – a study of the genera Galanthus and Leucojum. Royal Horticultural Society.